# Ringwall Burgstall

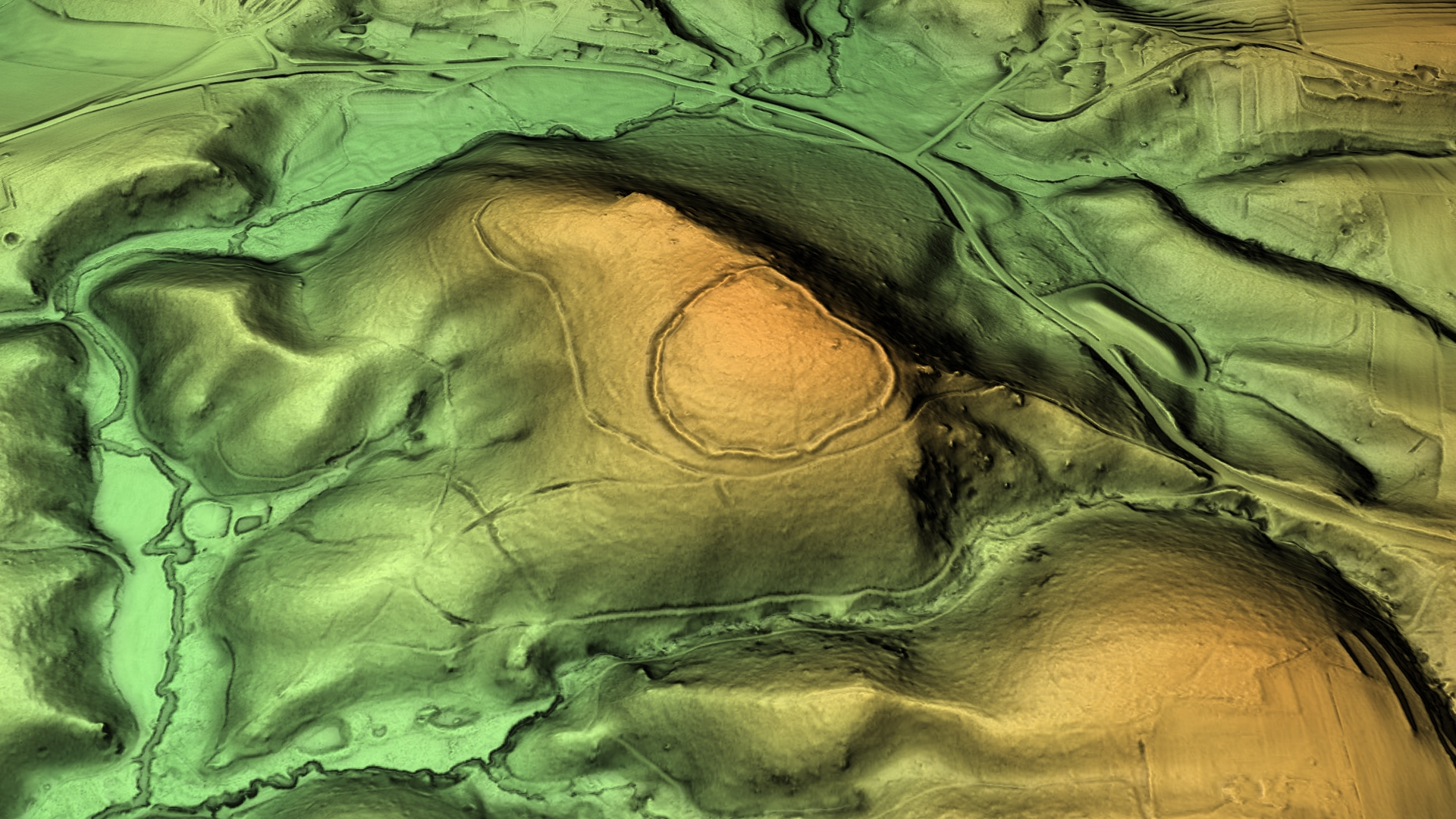
3D-Ansicht des digitalen Geländemodells

Der Ringwall Burgstall, auch als Prenninger Burgstall bezeichnet, ist eine abgegangene frühmittelalterliche Höhenburg (Wallburg) auf 493 m ü. NHN, etwa 1450 Meter westnordwestlich von Schloss Fürstenstein in der niederbayerischen Gemeinde Fürstenstein im Landkreis Passau in Bayern. Die Anlage wird als Bodendenkmal unter der Aktennummer D-2-7245-0008 im Bayernatlas als „frühmittelalterlicher Ringwall "Burgstall"“ geführt.

## Beschreibung
Die Anlage liegt auf einem steil abfallenden Winkel zur Kleinen Ohe. Die flache Kuppe wird mit einem nordwestlichen Ausläufer in ihrem südöstlichen Teil von einem geschlossenen Ringwall umfasst. Dessen Durchmesser beträgt 150 (Nordwest-Südost-Richtung) × 130 (Südwest-Nordost-Richtung) m. Der Wall ist aus Granitsteinen aufgeschüttet. Am inneren Wallfuß wird er von einem flachen Graben begleitet. Von der Wallkrone bis zum äußeren Fuß beträgt die Höhendifferenz zwischen 1,5 bis 3 m. Die Wallkrone wird von der Bergkuppe des Innenraums überragt. Am Ost-Süd-Ost-Hang sind dem Ringwall in 20 bis 130 m Abstand zwei Wall-Graben-Riegel vorgelagert, die als Zugangssperren für den alten Zugang anzusehen sind.

## Funde
Auf dem Gelände wurden Pfeilspitzen, Messer, Nägel, ein Hufeisen, ein Schlüssel, ein Bohrer, eine Schere, Spinnwirtelfragmente, Eisenschlacke, Holzkohle und Scherben gefunden. Es gibt Vermutungen, es handle sich um eine slawische Siedlung. Die Holzkohle aus einem Kohlenmeiler entstammt der Frühen Neuzeit und ist daher nicht dem Burgstall zuzuordnen, während die Datierung einer Scherbe ins 11. Jahrhundert weist.